# Liste des édifices labellisés « Patrimoine du XXe siècle » des Bouches-du-Rhône
Cet article recense les monuments historiques protégé au titre du Patrimoine du XXe siècle du département des Bouches-du-Rhône, en France.

## Statistiques
Au 31 décembre 2010, les Bouches-du-Rhône comptent 32 immeubles protégés du patrimoine du XXe siècle, dont 20 à Marseille.

## Liste
| Monument                                          | Commune               | Adresse                                                              | Coordonnées                      | Notice         | Protection     | Date        | Illustration                                      |
| ------------------------------------------------- | --------------------- | -------------------------------------------------------------------- | -------------------------------- | -------------- | -------------- | ----------- | ------------------------------------------------- |
| Palais Albert 1er                                 | Aix-en-Provence       | Avenue des Belges                                                    | 43° 31′ 28″ nord, 5° 26′ 37″ est | « EA13141164 » |                | 1935-1936   | Image manquante Téléverser                        |
| Cité universitaire Abram                          | Aix-en-Provence       | 6 avenue Benjamin-Abram                                              | 43° 31′ 21″ nord, 5° 26′ 53″ est | « EA13141163 » |                | 1935        | Image manquante Téléverser                        |
| Résidence Les 200 Logements                       | Aix-en-Provence       | avenue Jean Moulin                                                   | 43° 32′ 08″ nord, 5° 27′ 28″ est | « EA13141165 » |                | 1951        | Image manquante Téléverser                        |
| Fondation Vasarely                                | Aix-en-Provence       | 1 avenue Marcel-Pagnol                                               | 43° 31′ 18″ nord, 5° 25′ 29″ est | « PA13000046 » | Classé         | 1976        | Fondation Vasarely                                |
| Hôpital Joseph-Imbert                             | Arles                 | quartier de Fourchon                                                 | 43° 39′ 30″ nord, 4° 38′ 02″ est | « PA13000003 » | Inscrit        | 1953        | Image manquante Téléverser                        |
| Viaduc des Eaux-salées                            | Carry-le-Rouet        | calanque des Eaux salées                                             | 43° 19′ 58″ nord, 5° 11′ 06″ est | « EA13141166 » |                | 1915        | Viaduc des Eaux-salées                            |
| Puits Hély d'Oissel                               | Gréasque              |                                                                      | 43° 26′ 00″ nord, 5° 32′ 00″ est | « PA00081500 » | Inscrit        | 1912        | Puits Hély d'Oissel                               |
| Habitation à bon marché Frédéric Mistral          | Istres                | boulevard Frédéric-Mistral                                           | 43° 30′ 51″ nord, 4° 59′ 22″ est | « EA13141167 » |                | 1929        | Image manquante Téléverser                        |
| Usine hydroélectrique de Jouques                  | Jouques               |                                                                      | 43° 40′ 52″ nord, 5° 39′ 25″ est | « PA00081501 » | Inscrit        | 1959        | Usine hydroélectrique de Jouques                  |
| École Saint-André-Condorcet                       | Marseille             | 64 rue Condorcet                                                     | 43° 21′ 27″ nord, 5° 20′ 28″ est | « EA13141171 » |                | 1952        | Image manquante Téléverser                        |
| Pavillon Montyon                                  | Marseille             | rue Fortia                                                           | 43° 17′ 34″ nord, 5° 22′ 26″ est | « EA13141168 » |                | 1929        | Image manquante Téléverser                        |
| Immeuble Immunotech                               | Marseille             | 130 avenue de Lattre de Tassigny                                     | 43° 14′ 43″ nord, 5° 25′ 01″ est | « EA13141174 » |                | 1966        | Image manquante Téléverser                        |
| Immeuble La Résidence                             | Marseille             | 15 boulevard Lord Duveen                                             | 43° 16′ 33″ nord, 5° 23′ 14″ est | « EA13141175 » |                | 1952        | Image manquante Téléverser                        |
| Habitation à bon marché Paul Strauss              | Marseille             | cours de Lorraine                                                    | 43° 19′ 23″ nord, 5° 22′ 57″ est | « EA13141173 » |                | 1921        | Image manquante Téléverser                        |
| Pavillon Fillod                                   | Marseille             | 184 avenue de Luminy                                                 | 43° 13′ 48″ nord, 5° 26′ 12″ est | « EA13141176 » |                | 1951        | Image manquante Téléverser                        |
| Synagogue Tiferet-Israël                          | Marseille             | 205 boulevard de Sainte-Marguerite                                   | 43° 15′ 52″ nord, 5° 24′ 35″ est | « EA13141178 » |                | 1969        | Image manquante Téléverser                        |
| École Abbé de l'Epée                              | Marseille             | 12-18 square Sidi Brahim                                             | 43° 17′ 52″ nord, 5° 23′ 55″ est | « EA13141170 » |                | 1952        | Image manquante Téléverser                        |
| Habitation à bon marché Eugène Michelis           | Marseille             | avenue de Tarascon ; avenue de Rognac                                | 43° 17′ 06″ nord, 5° 26′ 43″ est | « EA13141172 » |                | 1934        | Image manquante Téléverser                        |
| Église Saint-Louis de Marseille                   | Marseille             | 22 avenue du Rove                                                    | 43° 20′ 54″ nord, 5° 21′ 29″ est | « PA00081502 » | Inscrit        | 1935        | Église Saint-Louis de Marseille                   |
| Villa La Palestine                                | Marseille             | 126 plage de l'Estaque                                               | 43° 21′ 40″ nord, 5° 18′ 45″ est | « PA00125712 » | Inscrit        | 1902        | Villa La Palestine                                |
| Opéra municipal de Marseille                      | Marseille             | place Ernest-Reyer ; rue Corneille ; rue Francis-Davso ; rue Molière | 43° 17′ 36″ nord, 5° 22′ 33″ est | « PA00081367 » | Classé         | 1787, 1921  | Opéra municipal de Marseille                      |
| Le Silo                                           | Marseille             | La Joliette, quai d'Arenc                                            | 43° 18′ 38″ nord, 5° 21′ 59″ est | « IA13000878 » | pré-inventaire | 1926 - 1950 | Le Silo                                           |
| Immeuble au 42-66, quai du Port à Marseille       | Marseille             | 42-66 quai du Port                                                   | 43° 17′ 47″ nord, 5° 22′ 15″ est | « PA00125713 » | Inscrit        | 1952        | Immeuble au 42-66, quai du Port à Marseille       |
| Station sanitaire de Marseille                    | Marseille             | La Joliette, 1 bis quai de la Tourette                               | 43° 17′ 56″ nord, 5° 21′ 48″ est | « IA13000785 » | pré-inventaire | 1948        | Image manquante Téléverser                        |
| Bibliothèque Saint-Charles                        | Marseille             | Saint-Lazare, 2 avenue du Général-Leclerc                            | 43° 18′ 17″ nord, 5° 22′ 39″ est | « IA13000826 » | pré-inventaire | 1956        | Image manquante Téléverser                        |
| Pavillon de partage des eaux des Chutes-Lavie     | Marseille             | rue Jeanne-Jugan ; avenue des Chutes-Lavie                           | 43° 18′ 30″ nord, 5° 23′ 48″ est | « PA13000019 » | Inscrit        | 1899 - 1906 | Pavillon de partage des eaux des Chutes-Lavie     |
| Phare du Planier                                  | Marseille             | sur l'île de Planier                                                 | 43° 11′ 55″ nord, 5° 13′ 49″ est | « PA13000042 » | Classé         | 1959        | Phare du Planier                                  |
| Cité radieuse de Marseille                        | Marseille             | 280 boulevard Michelet                                               | 43° 15′ 42″ nord, 5° 23′ 46″ est | « PA00081373 » | Classé         | 1947        | Image manquante Téléverser                        |
| Immeuble au 55, boulevard Rodocanachi à Marseille | Marseille             | 55 boulevard Rodocanachi                                             | 43° 16′ 27″ nord, 5° 23′ 10″ est | « PA00081359 » | Inscrit        | 1902        | Immeuble au 55, boulevard Rodocanachi à Marseille |
| Viaduc de Corbière                                | Marseille             | Route départementale 568                                             | 43° 21′ 28″ nord, 5° 17′ 18″ est | « IA13001455 » |                | 1915        | Viaduc de Corbière                                |
| École de Ferrières                                | Martigues             | 25 chemin de Paradis ; allée Pierre-de-Coubertin                     | 43° 24′ 29″ nord, 5° 03′ 01″ est | « PA13000035 » | Inscrit        | 1952        | Image manquante Téléverser                        |
| Maison Sinaï                                      | Maussane-les-Alpilles | quartier des Calans                                                  | 43° 43′ 14″ nord, 4° 50′ 08″ est | « EA13141179 » |                | 1968        | Image manquante Téléverser                        |